# Decap Attack
Decap Attack est un jeu vidéo de plates-formes développé par Vic Tokai et édité par Sega en 1991 sur Mega Drive. Le jeu est un remake de Magical Hat no Buttobi Turbo! Daibōken, dont les graphismes, les musiques et le héros ont été changés.
Le joueur incarne la créature du Dr Frankenstein, une sorte de momie sans tête, qui doit empêcher le maître des enfers de contrôler le monde. Il est guidé au fil des niveaux par le Dr Frankenstein et Igor, son fidèle serviteur. Les textes sont en anglais.

## Système de jeu
Le jeu est plutôt simple et s'adresse à un public assez jeune. Le personnage peut sauter, frapper avec sa mâchoire extensible, lancer un crâne, ou encore utiliser des potions magiques pour augmenter ses capacités durant quelques secondes.